# Бехине
Бехине (чеш. Bechyně, нем. Bechin) —  курортный город в районе Табор Южночешского края Чехии. Расположен на реке Лужнице в 19 километрах юго-западнее г. Табор.

## История
Во время реконструкции городской площади в 2011 году археологами были обнаружены многочисленные следы кельтского поселения I века до н.э.
В IX веке на месте Бехине существовало славянское городище (согласно Чешской хронике, являвшееся одним из важнейших административных центров Чехии того периода).
К 993 году относится первое письменное упоминание о селении на месте Бехине, бывшем во владении пражского епископа и являвшемся резиденцией архидиакона Бехиньской церковной провинции.
В 1268 году опустевшее селение на месте Бехине было куплено у епископа королём Пршемыслом Отакаром II, который заложил здесь каменный Бехиньский замок на месте старого городища.
В 1323 году у подножия замка король Ян Люксембургский заложил город Бехине, а в 1340 году пожаловал Бехине панам из Штернберка.
В 1903 году город был соединён электрифицированной железной дорогой с городом Табор.

## Достопримечательности
- Центром города является площадь Т. Г. Масарика с церковью, монастырем и замком.
- замок Бехине – изначально град эпохи Пршемысловичей, построенный во второй половине XIII века, современный вид которого является результатом плодотворного труда Петра Вока из Рожмберка, последнего владаржа рода Рожмберков.
- арочный мост над р. Лужнице
- собор Святого Матфея
- Бехиньский монастырь францисканцев и костёл Вознесения Девы Марии, восстановленные в XV веке после гуситских войн.

## Курорт
В 1728 году в Бехине открыли лечебные минеральные источники и торфяно-железистые лечебные грязи, в результате чего был основан курорт Лазне Бехине. В наши дни Бехине является одним из самых популярных курортов юга Чехии. На знаменитые грязи и лечебные воды сюда ежегодно приезжают десятки тысяч человек.
Считается, что лечебные грязи Бехине обладают уникальной способностью сохранять и передавать тепло в 7 раз быстрее термальной минеральной воды. Эти грязи используются для лечения и реабилитации опорно-двигательного аппарата.

## Население
| Год  | Численность | Численность |
| ---- | ----------- | ----------- |
| 1869 | 2994        | [ 8 ]       |
| 1880 | 2816        | [ 8 ]       |
| 1890 | 2709        | [ 8 ]       |
| 1900 | 2714        | [ 8 ]       |
| 1910 | 2754        | [ 8 ]       |
| 1921 | 2725        | [ 8 ]       |
| 1930 | 2742        | [ 8 ]       |
| 1950 | 2746        | [ 8 ]       |
| 1961 | 4818        | [ 8 ]       |
| 1970 | 5067        | [ 8 ]       |
| 1980 | 5689        | [ 8 ]       |
| 1991 | 6151        | [ 8 ]       |
| 2001 | 5931        | [ 8 ]       |
| 2011 | 5278        | [ 8 ]       |
| 2014 | 5226        | [ 9 ]       |
| 2016 | 5154        | [ 10 ]      |
| 2017 | 5129        | [ 11 ]      |
| 2018 | 5125        | [ 12 ]      |
| 2019 | 5097        | [ 13 ]      |
| 2020 | 5016        | [ 14 ]      |
| 2021 | 4965        | [ 15 ]      |
| 2022 | 4876        | [ 16 ]      |
| 2023 | 4882        | [ 17 ]      |
| 2024 | 4838        | [ 3 ]       |

|  |  |  |  |